# Tajgastenkrypare
Tajgastenkrypare (Lithobius tenebrosus) är en mångfotingart som beskrevs av Frederik Vilhelm August Meinert 1872. Tajgastenkrypare ingår i släktet Lithobius och familjen stenkrypare. Arten är reproducerande i Sverige.

## Underarter
Arten delas in i följande underarter:
- L. t. calcivagus
- L. t. fennoscandius
- L. t. tenebrosus